# Финал Лиги чемпионов УЕФА 2007
Финал Лиги чемпионов УЕФА 2007 года (англ. 2007 UEFA Champions League Final) — футбольный матч между итальянской командой «Милан» и английским клубом «Ливерпуль», прошедший 23 мая 2007 года на Олимпийском стадионе в Афинах (Греция). Этот матч был решающим в розыгрыше Лиги чемпионов УЕФА 2006/07, 52-го сезона в истории Кубка европейских чемпионов и 15-го сезона в истории Лиги чемпионов УЕФА. Эти же команды играли в финале за 2 года до этого.
Перед тем как попасть в финал, команды прошли пять раундов. Оба коллектива начали свой путь с третьего квалификационного раунда, прошли его и выиграли первые места в своих группах, прежде чем попасть в стадию плей-офф. В 1⁄8 финала «Милан» обыграл шотландский «Селтик», забив решающий гол в овертайме второго матча. «Ливерпуль» же на этой же стадии победил защищавшую титул испанскую «Барселону» по правилу гола, забитого на чужом поле. В четвертьфинале «Милан» победил немецкую «Баварию», в то время как «Ливерпуль» обыграл голландский «ПСВ». В полуфинале обеим командам противостояли английские команды: «Милан» играл против «Манчестер Юнайтед», а «Ливерпуль» — против лондонского «Челси». По сумме двух матчей «Милан» победил «Юнайтед» 5:3, а «Ливерпуль» выиграл у «Челси» 4:1 в серии пенальти (игровое время завершилось со счётом 1:1).
Перед матчем появились проблемы с билетами, поскольку количество болельщиков, желавших посетить этот матч, превышало количество доступных мест на стадионе. После матча УЕФА назвал фанатов «Ливерпуля» «самыми худшими в Европе». На матче присутствовало 74 тысячи зрителей. «Милан» открыл счёт на 45-й минуте усилиями Филиппо Индзаги, забившего с подачи со штрафного удара от Андреа Пирло. Во втором тайме «Милан» удвоил преимущество благодаря второму голу Индзаги на 82-й минуте. «Ливерпуль» отыграл один гол благодаря точному удару Дирка Кёйта на 89-й минуте, но этого не хватило, чтобы перевести игру в овертайм. «Милан» выиграл матч со счётом 2:1 и завоевал седьмой за свою историю Кубок европейских чемпионов.

## Путь к финалу

### «Милан»
«Милан» вышел в Лигу чемпионов, заняв 3-е место в национальном чемпионате. По итогам самого чемпионата, «Милан» был вторым, но из-за коррупционного скандала с команды сняли 30 очков, и она опустилась на строчку ниже. По изначальному решению (которое было оспорено) «Милан» исключался также и из Лиги чемпионов. Второе место, которое было у команды изначально, давало бы право начинать сразу с групповой стадии, а третье место, на которое спустился коллектив из Милана, — только «путёвку» в третий квалификационный раунд.
Противниками итальянцев в этом раунде оказалась сербская «Црвена звезда». Две победы, дома 1:0 и в гостях 2:1, позволили «Милану» выйти в групповую стадию. По результатам жеребьёвки команда попала в группу H с греческим «АЕКом», бельгийским «Андерлехтом» и французским «Лиллем». «Милан» выиграл 3 матча, свёл вничью 1 и проиграл 2, став лидером группы с 10 очками и выйдя в плей-офф.
В 1/8 финала «Милан» был сведён жеребьёвкой с шотландским «Селтиком». Первый матч, сыгранный в гостях, на стадионе «Селтик Парк», закончился нулевой ничьей. Ответный матч, прошедший дома, на «Сан Сиро», также за 90 минут основного времени не принёс ни одного гола благодаря грамотной игре защитников шотландского клуба. Однако через три минуты после начала дополнительного времени Кака переправил мяч мимо польского вратаря Артура Боруца и тем самым вывел «Милан» вперёд. «Селтик» не смог сравнять счёт, и итальянцы вышли в четвертьфинал
В четвертьфинале «Милан» встретился с немецкой «Баварией». Первый матч, который команды играли на «Сан Сиро», закончился ничьей, 2:2, причём второй гол «Бавария» забила на третьей минуте компенсированного времени второго тайма. Вторая игра прошла в гостях, на «Альянц Арене», что, однако, не помешало «Милану» выиграть 2:0 в матче, 4:2 по сумме двух встреч и выйти в полуфинал.
Полуфинальная жеребьёвка свела итальянский клуб с английским «Манчестер Юнайтед». Первый матч прошёл в гостях, на стадионе «Олд Траффорд». Благодаря «дублю» Кака, «Милан» вёл в этом матче 2:1, несмотря на забитый в начале встречи гол Криштиану Роналдо. Однако два мяча, забитые Уэйном Руни во втором тайме, принесли победу англичанам, 3:2. Во втором матче, прошедшем на «Сан Сиро», «Милан» выиграл 3:0 (по сумме двух встреч 5:3) и вышел в финал.

### «Ливерпуль»
«Ливерпуль» попал в Лигу чемпионов, став третьим в национальном чемпионате. Согласно позиции Англии в рейтинге УЕФА, третья команда лиги выходила в третий квалификационный раунд. В этом раунде «Ливерпуль» играл против израильского клуба «Маккаби» (Хайфа). Первый матч, сыгранный на домашнем стадионе «Ливерпуля», «Энфилде», английский клуб выиграл 2:1, а в гостях сыграл вничью, 1:1, что позволило ливерпульцам выйти в групповой этап. Там «Ливерпуль» попал в группу C, в которой также были французский «Бордо», голландский «ПСВ» и турецкий «Галатасарай». После шести игр, среди которых было 4 победы, ничья и поражение, «Ливерпуль» с 13 очками вышел с первого места в группе в плей-офф.
На стадии 1/8 финала «Ливерпуль» был сведён жеребьёвкой с защищавшей титул испанской «Барселоной». Перед первым матчем в Барселоне на тренировке возник внутрикомандный конфликт между Крейгом Беллами и Йоном Арне Риисе. Однако именно благодаря голам этих двух игроков «Ливерпуль» одержал гостевую победу над испанцами, 2:1, отыгравшись и выйдя вперёд после раннего гола от Деку. Второй матч, прошедший на «Энфилде», завершился победой «Барселоны» с минимальным счётом 1:0, но «Ливерпуль» вышел в четвертьфинал благодаря правилу гола, забитого на выезде.
Противником «Ливерпуля» в четвертьфинале стал голландский «ПСВ», с которым английский клуб уже играл на групповой стадии. Первый матч, прошедший на выезде, на стадионе «Филипс», принёс крупную победу «Ливерпулю» со счётом 3:0. Второй матч, сыгранный на «Энфилде», прошёл в упорной борьбе, но «Ливерпуль» снова победил, теперь со счётом 1:0, и, выиграв по сумме двух матчей 4:0, английская команда вышла в полуфинал.
Следующим противником ливерпульцев стал знакомый по выступлениям на национальной арене клуб «Челси». Первый матч прошёл в Лондоне, на стадионе «Стэмфорд Бридж», и поддержка своих трибун помогла игроку «Челси» Джо Коулу открыть счёт в матче. Второй матч проходил также при преимуществе «Челси», однако «Ливерпуль» выиграл 1:0 благодаря голу Даниэля Аггера. По итогам двух матчей счёт был 1:1, правило гола, забитого на чужом поле, не действовало, поскольку никто не забивал в гостевых матчах, поэтому вначале были сыграны дополнительные таймы, в котором не смогла забить ни одна из команд, а затем проведена серия пенальти, по итогам которой «Ливерпуль» победил 4:1 и вышел в финал.
| Команда   | И | В | Н | П | ГЗ | ГП | ±  | О  |
| --------- | - | - | - | - | -- | -- | -- | -- |
| Милан     | 6 | 3 | 1 | 2 | 8  | 4  | +4 | 10 |
| Лилль     | 6 | 2 | 3 | 1 | 8  | 5  | +3 | 9  |
| АЕК       | 6 | 2 | 2 | 2 | 6  | 9  | −3 | 8  |
| Андерлехт | 6 | 0 | 4 | 2 | 7  | 11 | −4 | 4  |

| Команда     | И | В | Н | П | ГЗ | ГП | ±  | О  |
| ----------- | - | - | - | - | -- | -- | -- | -- |
| Ливерпуль   | 6 | 4 | 1 | 1 | 11 | 5  | +6 | 13 |
| ПСВ         | 6 | 3 | 1 | 2 | 6  | 6  | 0  | 10 |
| Бордо       | 6 | 2 | 1 | 3 | 6  | 7  | −1 | 7  |
| Галатасарай | 6 | 1 | 1 | 4 | 7  | 12 | −5 | 4  |

## Матч

### Перед матчем
Финал 2007 года был 11-м для «Милана» в Кубке европейских чемпионов и сменившей его Лиге чемпионов. До этого итальянская команда выиграла шесть (1963, 1969, 1989, 1990, 1994, 2003), и проиграла четыре (1958, 1993, 1995, 2005) финала из десяти. Для «Ливерпуля» же это был седьмой финал. До этого английская команда побеждала пять раз (1977, 1978, 1981, 1984, 2005) и проиграла только один раз — в финале 1985 года итальянскому «Ювентусу». Эти же две команды встречались в финале в 2005 году, когда «Ливерпуль» выиграл 3:2 в серии пенальти, отыграв перед этим 3 мяча, забитых «Миланом» в первом тайме.
Олимпийский стадион в Афинах был выбран местом проведения финального матча Лиги чемпионов УЕФА 2007 года в апреле 2005 на заседании исполнительного комитета УЕФА в Таллине (Эстония). На этой встрече были также определены места проведения финала Лиги чемпионов-2006 и заключительных матчей Кубка УЕФА 2006 и 2007 годов. После победы «Барселоны» в финале-2006 Кубок был вручён капитану команды Людовику Жюли прямо на стадионе. Далее президент УЕФА Мишель Платини предоставил трофей 2007 года мэру Афин, Никитасу Какламанису, после чего градоначальник провёз Кубок по городу.
До этого стадион «Олимпийский» принимал финал Лиги чемпионов в 1994 году. Тот матч выиграл «Милан», разгромив «Барселону» 4-0. Помимо этого, на том же стадионе прошёл финал 1983 года, в котором «Гамбург» победил «Ювентус» с минимальным счётом 1:0. На стадионе также прошёл финал Кубка обладателей кубков 1987 года, в котором голландский «Аякс» победил «Локомотив» из Лейпцига 1:0.
Adidas, производитель мячей для всех важнейших турниров под эгидами УЕФА, ФИФА и МОК, представил мяч для финала на церемонии 9 марта 2007. Мяч назывался «Adidas Finale Athens». На мяче нарисованы синие звёзды на белом фоне, что соответствовало белому и синему цветам государственного флага Греции. В финале встретились двое из троих лучших бомбардиров Лиги чемпионов того сезона. Игрок «Милана» Кака был лидером бомбардирской гонки с 10 голами, а игрок «Ливерпуля» Питер Крауч — третьим с 6 забитыми мячами.
Несмотря на то, что «Милан» номинально был домашней командой, итальянцы играли в гостевой, белой с красными полосами, форме; эта форма называлась «счастливой» (итал. maglia fortunata), поскольку до этого «Милан» пять раз выиграл в ней Лигу чемпионов. Тем не менее, итальянцы дважды проиграли в финале, играя в этой форме, включая поражение от «Ливерпуля» в 2005. «Ливерпуль» же играл в своей традиционной домашней однотонно-красной форме. Все финалы Кубка европейских чемпионов и Лиги чемпионов английская команда выиграла в полностью красной форме, два из них были выиграны против итальянских команд, игравших во всём белом.
«Милан» выставил самый возрастной состав из когда-либо участвовавших в финалах Лиги чемпионов. Средний возраст команды составил 31 год и 34 дня. Паоло Мальдини был самым возрастным полевым игроком, принимавшим участие в этом матче — в день игры ему было 38 лет и 331 день. Тренер «Милана» Карло Анчелотти выпустил в стартовом составе нападающего Филиппо Индзаги, на месте которого в финале-2005 играл Альберто Джилардино. Тренер «Ливерпуля» Рафаэль Бенитес поставил в состав 5 полузащитников, включая Джермейна Пеннанта и Будевейна Зендена, игравших по краям, тогда как Стивен Джерард играл сзади нападающего Дирка Кёйта. «Ливерпуль» выставил 5 игроков, игравших в финале-2005: Хаби Алонсо, Джейми Караггера, Стива Финнана, Стивена Джерарда и Йона Арне Риисе.

### Предматчевые проблемы
Из 63,8 тысяч билетов, поступивших в продажу, только 9 тысяч были в свободном доступе. Представители каждой из команд, участвовавших в финале, получили по 17 тысяч мест, а оставшиеся 20,8 тысяч билетов были распределены между спонсорами УЕФА. Это вызвало некоторые проблемы перед матчем. Пока болельщики, планировавшие посетить матч, стояли в очереди, полиция сделала заявление, что стадион и так уже полон, и часть болельщиков не будет пропущена на трибуны вне зависимости от того, есть у них билеты или нет. По данным УЕФА на 74-тысячный стадион постаралось прорваться до 5 тысяч болельщиков-безбилетников. Полицейским пришлось закрыть входные ворота, поскольку если бы запуск болельщиков продолжился, это могло бы привести к давке. Ситуацию усугубляло поведение болельщиков «Ливерпуля», которые пытались прорваться на стадион даже через закрытые ворота. Пришлось греческому отряду полиции особого назначения использовать слезоточивый газ и электрические палицы для усмирения толпы. По поводу поведения болельщиков на матче высказался спикер УЕФА Вильям Гайар. Он назвал фанатов «Ливерпуля» причиной этих беспорядков, заявив: «Болельщики „Милана“ не столкнулись с подобными проблемами, поскольку они вели себя совершенно другим образом…».
В послематчевом отчёте фанаты «Ливерпуля» были названы «худшими в Европе», с комментарием от Гайара: «Разве другие фан-клубы крадут билеты у своих же болельщиков или из рук детей?» Однако позже Президент УЕФА Мишель Платини снял с фанатов английской команды ярлык «самых худших в Европе», раскритиковав УЕФА за не очень качественную проверку билетов и применение неэффективных мер для разгона фанатов. Саймон Гэсс, посол Великобритании в Греции, заявил: «То, что поддельные билеты принимали за настоящие, это определённый сбой, и УЕФА должно этот сбой расследовать». К тому же совладелец «Ливерпуля» Том Хикс посчитал 17 тысяч мест для каждой команды очень маленькой квотой с учётом того, что английская команда рассчитывала привезти на матч до 40 тысяч болельщиков. Также Хикс обвинил Гайара в сваливании на «Ливерпуль» организационных ошибок, возникших из-за УЕФА.

### Первый тайм
«Ливерпуль» выиграл жребий на развод мяча с центра поля и начал игру. Играя по схеме 4−2−3−1, англичане произвели первую атаку в матче, но Джермейн Пеннант не смог получить поперечный пас от Стивена Джерарда. «Милан», выбравший схему 4−4−1−1, ответил двумя ударами низом, но Джейми Каррагер блокировал оба. Второй из них игрок «Ливерпуля» выбил на угловой, с подачи которого «Милан» чуть не забил. Первый серьёзный шанс у английской команды появился на 9-й минуте. Ошибка защитника «Милана» Марека Янкуловски позволила Пеннанту выйти к воротам, отдать пас Дирку Кёйту, сразу вернувшему мяч обратно, и нанести удар по воротам Диды, с которым бразильский голкипер справился. Несколько минут спустя Джерард отдал передачу головой на Пеннанта, но Стивен не смог дотянуться до мяча, возвращенного Пеннантом. Несколько минут спустя «Милан» нанёс первый свой удар в створ. Кака принял мяч за пределами штрафной и пробил с правой, однако вратарь «Ливерпуля» Хосе Рейна отразил удар. «Ливерпуль» продолжил наращивать давление на защиту итальянцев, особенно на защитника Массимо Оддо, который пропустил пас от Пеннанта Джерарду, нанесшему в итоге удар выше ворот.
«Ливерпуль» получил ещё один шанс забить на 27-й минуте. Грубые ошибки в защите «Милана» привели к тому, что Хаби Алонсо получил передачу и почти в упор нанёс удар, который, однако, прошёл мимо ворот. Ещё некоторое время спустя ошибка Янкуловски позволила Джерарду передать мяч Кёйту в штрафную площадь, но удар ливерпульца был блокирован Алессандро Нестой. Полузащитник «Милана» Дженнаро Гаттузо стал первым игроком, получившим жёлтую карточку — он получил её на 40-й минуте за фол на Алонсо. Несколько минут спустя Алонсо уже сам сфолил на Кака на краю штрафной площади «Ливерпуля», за что в ворота английской команды был назначен штрафной удар. Подача Андреа Пирло с этого штрафного пришлась на плечо нападающего «Милана» Филиппо Индзаги, отскок от которого и привёл к голу. Вратарь «Ливерпуля» Пепе Рейна, не ожидавший такого развития событий, прыгнул в сторону, противоположную траектории полёта мяча. В видеоповторе было видно, что Индзаги забил рукой, но арбитр матча не посчитал это нарушением правил. Позже сам Индзаги сказал, что мяч не касался его руки. Буквально сразу же первый тайм закончился, и «Милан» ушёл на перерыв, ведя 1:0.

### Второй тайм
Второй тайм начался с развода игроками «Милана» мяча в центре поля. Две минуты спустя «Ливерпуль» провёл опасную атаку, но Неста успел выбить мяч из ног Джерарда, прежде чем тот сумел принять пас от Кёйта. Янкуловски получил жёлтую карточку на 54-й минуте за фол на Пеннанте. Вскоре Пирло получил мяч от Кларенса Зеедорфа и передал мяч Кака, который оказался в положении вне игры, несмотря на то, что в момент передачи ему мяча бразилец находился на одной линии с защитниками. И сразу же «Милан» произвел ещё одну атаку, но защитник «Ливерпуля» Даниэль Аггер выбил мяч из-под ног Индзаги, прежде чем последний смог ударить по воротам. «Ливерпуль» получил первую жёлтую карточку на 58-й минуте, когда Хавьер Маскерано сбил с ног Пирло. Сразу после предупреждения Маскерано «Ливерпуль» поменял Будевейна Зендена на Харри Кьюэлла. Несколько минут спустя «Ливерпуль» упустил момент. Джерард вышел один на один с Дидой после грубейшей ошибки Гаттузо, но не смог пробить вратаря из Бразилии.
«Ливерпуль» начал наращивать давление на ворота соперника, все чаще заходя в штрафную соперника, в то время как «Милан» отбивался и не мог удержать мяч под контролем. Для того, чтобы сравнять счёт, тренер «Ливерпуля» Рафаэль Бенитес поменял Маскерано на нападающего Питера Крауча. Несколько минут спустя «Милан» создал момент, но Индзаги в выгодной позиции не сумел удержать мяч. Вскоре, однако, игрок «Милана» реабилитировался, забив второй гол своей команды в матче. Отсутствие в обороне англичан заменённого Маскерано позволило Кака получить свободное пространство для передачи мяча Индзаги, который вышел один на один с Рейной и забил мяч в ворота «Ливерпуля», сделав счёт 2:0 в пользу «Милана». «Ливерпуль» отыграл один гол, когда Кёйт забил с передачи Аггера, принявшего мяч с подачи углового Пеннантом. Однако времени на второй гол «Ливерпулю» не хватило, и судья дал финальный свисток ещё до окончаний третьей, последней компенсированной минуты, зафиксировавший победу «Милана» 2:1.

### Детали
| Милан           | 2:1     | Ливерпуль |
| --------------- | ------- | --------- |
| Индзаги 45′ 82′ | (отчёт) | Кёйт 89′  |

| Милан | Ливерпуль |

| Милан: |    |                     |     |       |
| |    |                     |     |       |
| ВР | 1  | Дида                |     |       |
| ПЗ | 44 | Массимо Оддо        |     |       |
| ЦЗ | 13 | Алессандро Неста    |     |       |
| ЦЗ | 3  | Паоло Мальдини (к)  |     |       |
| ЛЗ | 18 | Марек Янкуловски    | 54' | 80'   |
| ПП | 8  | Дженнаро Гаттузо    | 40' |       |
| ЦП | 21 | Андреа Пирло        |     |       |
| ЦП | 23 | Массимо Амброзини   |     |       |
| ЛП | 10 | Кларенс Зеедорф     |     | 90+2' |
| АП | 22 | Кака                |     |       |
| НП | 9  | Филиппо Индзаги     |     | 88'   |
| Запасные: |    |                     |     |       |
| ВР | 16 | Желько Калац        |     |       |
| ПЗ | 2  | Кафу                |     |       |
| ЦЗ | 4  | Каха Каладзе        |     | 80'   |
| ЦЗ | 19 | Джузеппе Фавалли    |     | 90+2' |
| ЛП | 27 | Сержинью            |     |       |
| ОП | 32 | Кристиан Брокки     |     |       |
| ЦН | 11 | Альберто Джилардино |     | 88'   |
| Главный тренер: |    |                     |     |       |
| Карло Анчелотти Игрок матча: Филиппо Индзаги (Милан) Помощники судьи: Карстен Кадах Фолькер Вецель Четвёртый арбитр: Флориан Майер |    |                     |     |       |

| Ливерпуль:      |    |                     |     |     |
|                 |    |                     |     |     |
| ВР              | 25 | Хосе Мануэль Рейна  |     |     |
| ПЗ              | 3  | Стив Финнан         |     | 88' |
| ЦЗ              | 23 | Джейми Каррагер     | 60' |     |
| ЦЗ              | 5  | Даниэль Аггер       |     |     |
| ЛЗ              | 6  | Йон Арне Риисе      |     |     |
| ОП              | 14 | Хаби Алонсо         |     |     |
| ОП              | 20 | Хавьер Маскерано    | 58' | 78' |
| ПП              | 16 | Джермейн Пеннант    |     |     |
| ЛП              | 32 | Будевейн Зенден     |     | 59' |
| АП              | 8  | Стивен Джеррард (к) |     |     |
| ЦН              | 18 | Дирк Кёйт           |     |     |
| Запасные:       |    |                     |     |     |
| ВР              | 1  | Ежи Дудек           |     |     |
| ПЗ              | 2  | Альваро Арбелоа     |     | 88' |
| ЦЗ              | 4  | Сами Хююпия         |     |     |
| ЛЗ              | 7  | Харри Кьюэлл        |     | 59' |
| ЛЗ              | 11 | Марк Гонсалес       |     |     |
| ЦН              | 15 | Питер Крауч         |     | 78' |
| ЦН              | 17 | Крейг Беллами       |     |     |
| Главный тренер: |    |                     |     |     |
| Рафаэль Бенитес |    |                     |     |     |

### Статистика

#### Первый тайм
|                  | Милан | Ливерпуль |
| ---------------- | ----- | --------- |
| Голы             | 1     | 0         |
| Удары            | 2     | 5         |
| Удары в створ    | 2     | 1         |
| Владение мячом   | 58 %  | 42 %      |
| Угловые          | 1     | 1         |
| Нарушения        | 6     | 16        |
| Офсайды          | 1     | 2         |
| Жёлтые карточки  | 1     | 0         |
| Красные карточки | 0     | 0         |

#### Второй тайм
|                  | Милан | Ливерпуль |
| ---------------- | ----- | --------- |
| Голы             | 1     | 1         |
| Удары            | 3     | 7         |
| Удары в створ    | 1     | 3         |
| Владение мячом   | 47 %  | 53 %      |
| Угловые          | 3     | 5         |
| Нарушения        | 8     | 10        |
| Офсайды          | 2     | 1         |
| Жёлтые карточки  | 1     | 3         |
| Красные карточки | 0     | 0         |

#### Матч
|                  | Милан | Ливерпуль |
| ---------------- | ----- | --------- |
| Голы             | 2     | 1         |
| Удары            | 5     | 12        |
| Удары в створ    | 3     | 4         |
| Владение мячом   | 53 %  | 47 %      |
| Угловые          | 4     | 6         |
| Нарушения        | 14    | 26        |
| Офсайды          | 3     | 3         |
| Жёлтые карточки  | 2     | 3         |
| Красные карточки | 0     | 0         |

- Отчёт УЕФА о матче
- Статистика УЕФА по матчу

## После матча
Капитан «Милана» Паоло Мальдини получил трофей в VIP-ложе стадиона, поскольку президент УЕФА Мишель Платини принял решение вернуться к старой традиции, согласно которой президент вручал трофей игрокам среди болельщиков. До этого Кубок вручался на специально поставленном в центре поля подиуме. Это был первый раз, когда президент УЕФА вручал трофей игроку, против которого играл в прошлом; когда Платини уже заканчивал карьеру в «Ювентусе», Мальдини только дебютировал в составе «Милана».
Тренер «Милана» Карло Анчелотти и его команда оказались в центре внимания публики. Анчелотти был под угрозой увольнения из-за неудач в декабре, и эта победа позволила итальянскому тренеру закрепиться в должности тренера «Милана». Сам Анчелотти сказал: «Когда я вспоминаю декабрь и то множество сложностей, которое нам пришлось преодолеть, я понимаю, что это особенная победа». Полузащитник «Милана» Кларенс Зеедорф, который выиграл свой четвёртый титул Лиги чемпионов, также радовался успеху своей команды: «Я так горжусь, что являюсь частью этой команды. У нас был сложный год, очень сложный».
Полузащитник «Милана» Дженнаро Гаттузо, принявший участие в финале за два года до этого, заметил: «Поражение двухлетней давности навсегда останется у меня в памяти, но это другая история. Сейчас наша очередь праздновать победу». Нападающий Филиппо Индзаги, который пропустил финал в 2005 году, оказался в центре внимания благодаря двум забитым голам, обеспечившим «Милану» победу: «Я нередко забивал в еврокубках, но забить гол в финале Лиги чемпионов — это нечто особенное». Президент и владелец «Милана» Сильвио Берлускони также радовался успеху своей команды и сказал: «Удача, которая подвела нас в Стамбуле, была с нами сегодня».
Тренер «Ливерпуля» Рафаэль Бенитес был недоволен тем, что его команда не смогла повторить успех 2005 года, когда англичане победили «Милан» в серии пенальти. Но несмотря на поражение своих подопечных испанский тренер остался доволен игрой. После матча он сказал: «Спасибо всем нашим поклонникам, моему тренерскому штабу и игрокам, которые усердно трудились и заслужили чуть большего». Также после матча Бенитес усиленно взялся за ротацию состава, сказав, что его команде нужны игроки такого же калибра, как есть в «Милане»: «Вы видели качество игры, которое они [Игроки „Милана“] показали, и нам нужно начать думать, как мы можем улучшить нашу команду».
Капитан «Ливерпуля» Стивен Джеррард был уверен в том, что, несмотря на поражение, «Ливерпуль» станет сильнее в следующем сезоне: «Нам нужно хорошо отдохнуть летом, собраться с мыслями и вернуться в новом сезоне». Джерард отметил, что «Ливерпуль» контролировал игру в первом тайме, но не так доминировал во втором, как хотелось бы игрокам. Также Стивен согласился со своим тренером по поводу необходимости в смене игроков: «Нам нужно усилиться и улучшить качество игры клуба. Тренер и клубный штаб знают это, и лето будет интересным».
Победив в Лиге чемпионов, «Милан» отобрался на Суперкубок УЕФА 2007, в котором итальянской команде противостояла испанская «Севилья». Перед матчем скончался игрок «Севильи» Антонио Пуэрта, из-за чего матч Суперкубка мог быть не сыгран. Тем не менее игра состоялась, и в ней «Милан» победил «Севилью» 3:1, тем самым взяв свой пятый Суперкубок. Также победа итальянцев позволила им отобраться на клубный чемпионат мира. «Милан» начал играть со стадии полуфинала, на которой обыграл японскую команду «Урава Ред Даймондс» 1:0 и вышел в финал, где встретился с аргентинским клубом «Бока Хуниорс». «Милан» победил 4:2 и впервые стал клубом-чемпионом мира.